# 바깥목정맥
바깥목정맥(external jugular vein) 또는 외경정맥(外頸靜脈)은 바깥쪽 머리와 얼굴 깊은쪽의 혈액을 운반하는 정맥으로, 아래턱뒤정맥의 뒤갈래와 뒤귓바퀴정맥이 합쳐져 형성된다.

## 구조
턱뼈각 높이의 귀밑샘에서 시작하여, 수직 아래로 목을 주행한다. 이 방향은 턱뼈각에서 목빗근 얕은쪽의 빗장뼈 중간까지 그은 방향이다.
주행하는 동안 바깥목정맥은 목빗근을 비스듬하게 가로지르며, 빗장밑삼각에서 깊은근막을 뚫고 나온다. 그 후 앞목갈비근 가쪽이나 앞쪽에서, 뒤목삼각 지붕을 뚫고 나오면서 빗장밑정맥으로 합류하며 끝난다.
바깥목정맥은 깊은목근막의 얕은층(investing layer)을 사이에 두고 목빗근과 분리되어 있으며, 넓은목근, 얕은근막, 외피로 덮여 있다. 바깥목정맥은 가로목신경을 가로지르며, 위쪽 절반에서는 큰귓바퀴신경과 평행하게 주행한다.

### 판막
두 쌍의 판막이 바깥목정맥에 존재한다. 아래쪽 한 쌍은 빗장밑정맥으로 들어가는 바깥목정맥 부분에, 위쪽 한 쌍은 대개 빗장뼈에서 위로 약 4cm 떨어진 부분에 존재한다. 두 쌍의 판막 사이에 있는 바깥목정맥 부분은 종종 팽창되어 있다. 이 판막들은 혈액의 역류를 막지는 못한다.

### 변이
바깥목정맥은 그 크기가 사람마다 다양하게 나타나며, 다른 목에 있는 정맥들의 크기에 반비례하는 경향이 있다. 간혹 두 개가 존재하기도 한다.

## 기능
바깥목정맥은 뒤바깥목정맥과 (간혹) 뒤통수정맥이 합류하는 정맥이다. 또한 바깥목정맥이 끝나는 지점 부근에서 가로목정맥, 어깨위정맥, 앞목정맥 등이 바깥목정맥으로 합류한다. 또한 속목정맥에서 오는 커다란 교통가지가 귀밑샘 안에 있는 바깥목정맥으로 합류한다.
바깥목정맥은 빗장밑정맥과 속목정맥의 합류 지점보다 가쪽에서, 빗장밑정맥으로 합류한다.

## 추가 이미지

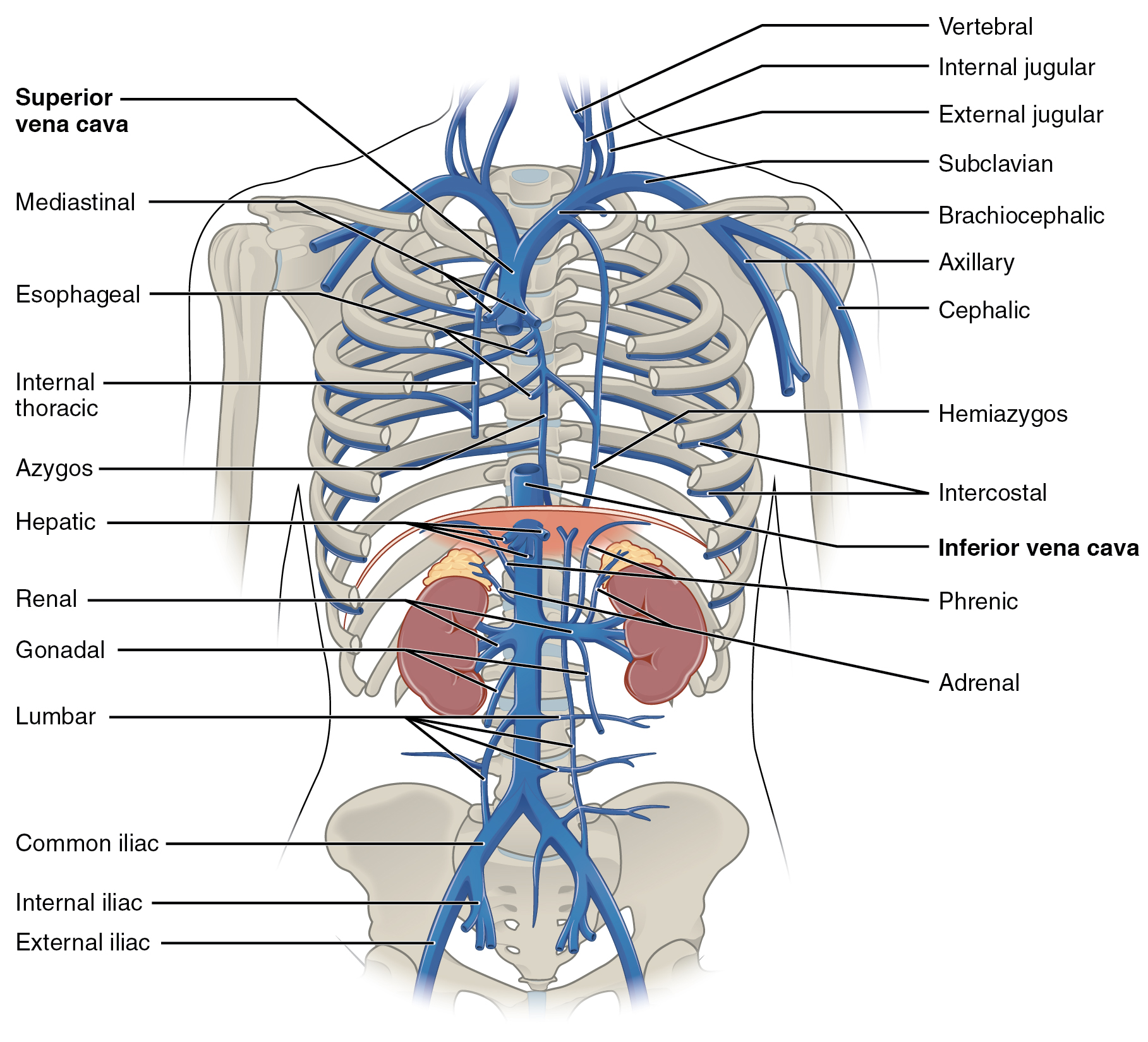
가슴과 배 부위의 정맥
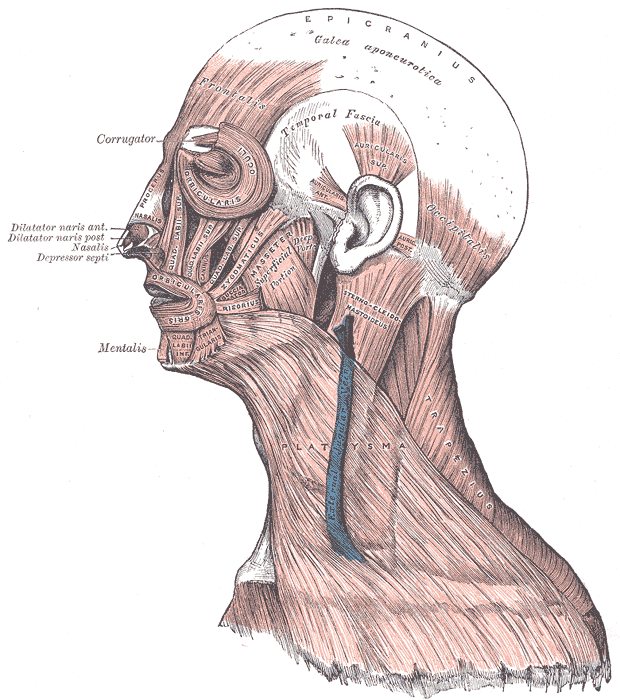
두경부 근육
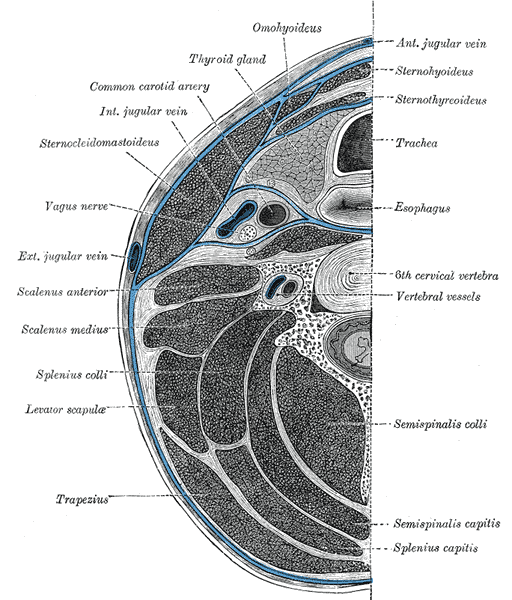
여섯째목뼈 높이에서 자른 목의 단면
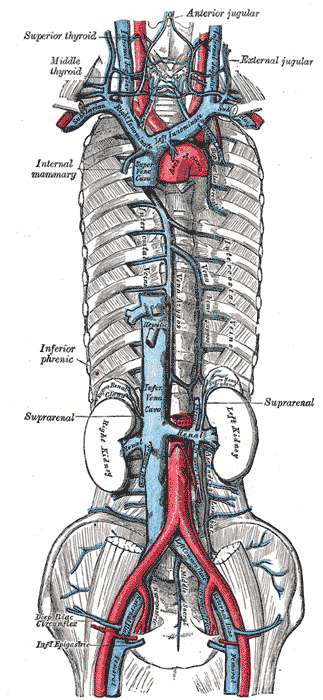
대정맥, 홀정맥과 그 지류

## 같이 보기
- 목정맥

## 참고 문헌
이 문서는 현재 퍼블릭 도메인에 속하는 그레이 해부학 제20판(1918) page 646의 내용을 기초로 작성된 글이 포함되어 있습니다.
1. ↑  [Standring, S., & Gray, H. (2016). Grays anatomy: the anatomical basis of clinical practice. Philadelphia: Elsevier. p.414]
2. ↑  Gray's Anatomy of the Human Body
3. ↑  Snoj, Z; Cvetko, E (Mar 2013). “A Case of Unilateral Fenestration and Duplication of the External Jugular Vein”. 《Int. J. Morphol.》 31 (1): 107–109. doi:10.4067/S0717-95022013000100016. 2015년 9월 1일에 확인함.